# Ohaba (okręg Braszów)
Ohaba – wieś w Rumunii, w okręgu Braszów, w gminie Șinca. W 2011 roku liczyła 321 mieszkańców.